# Strmec Bukevski
Strmec Bukevski is een plaats in de gemeente Velika Gorica in de Kroatische provincie Zagreb. De plaats telt 390 inwoners (2001).